# Lysimachiopsis daphnoides
Lysimachiopsis daphnoides là một loài thực vật có hoa trong họ Anh thảo. Loài này được (A. Gray) A. Heller mô tả khoa học đầu tiên năm 1897.